# Cam đường
Limnocitrus littoralis là một loài thực vật có hoa trong họ Cửu lý hương. Loài này được (Miq.) Swingle mô tả khoa học đầu tiên năm 1940.